# إبراهيم عثمان إبراهيم
إبراهيم عثمان إبراهيم إدريس مواطن سوداني، كان قد اُعتقل إداريًا خارج نطاق القانون في معتقل غوانتانامو الأمريكي في كوبا. رقم الاعتقال التسلسلي الخاص به 36. وفي يوليو 2013 قدم طلب التماس للإفراج عنه لتدهور حالته الصحية.
تؤكد السلطات الأمريكية أنه ولد في حضرموت في اليمن، ولكنه أكد أنه ولد في بورتسودان في السودان. كان يعمل طبيبًا، وتقول السلطات الأمريكية أنه كان يعمل طبيبًا في معسكرات تنظيم القاعدة.

## حالته الصحية
في  يوليو 2013 قدم طلب التماس للإفراج عنه لتدهور حالته الصحية. وبعد المثول أمام القضاء، ذكر الأطباء أنه يعاني السمنة المفرطة والسكري ومشاكل في الدورة الدموية. وافقت المحكمة على الإفراج عنه، ونُقَل إلى السودان في 19 ديسمبر 2013.